# Genus (lingüística)
En lingüística, un genus es un grupo de lenguas relacionadas filogenéticamente cuyo parentesco lingüístico puede ser fácilmente establecido por una comparación básica de las lenguas. La noción genus se remonta a M. Dryer, que trató de establecer un nivel de clasificación que fuera comparable en todas las regiones del planeta, Dryer trataba de superar las complicaciones prácticas asociadas a la noción más común de familia lingüística. La noción de genus se usa en diversos proyectos académicos como por ejemplo WALS que proporciona una lista de los genus de todas las familias de lenguas conocidas. Así WALS subdivide las familias lingüísticas en varios genus, por lo que el término es cercano a la noción usada informalmente por algunos lingüistas de "subfamilia lingüística".

## Introducción

### Familias lingüísticas
Desde el siglo XVIII es común clasificar las lenguas del mundo según criterios filogenéticos de parentesco lingüístico. Ya antes del siglo XVIII, se había reconocido el origen común de las lenguas germánicas o las lenguas eslavas, y se conjeturaba que de la misma manera que las lenguas romances tenían su origen histórico en el latín, esos otros grupos de lenguas europeas tenían parentescos evidentes por derivar a su vez de una lengua madre (a veces denominada protolengua) que habría dado origen a conjuntos de "lenguas hermanas" (usando la metáfora genealógica) de lenguas relacionadas. Inicialmente, la mayor parte de los grupos de lenguas relacionadas fueron denominados simplemente como "familias de lenguas", de hecho, eran propiamente genus en el sentido de Dryer.
El desarrollo de la lingüística comparada y más tarde al desarrollo de la lingüística histórica como disciplina científica establecida, permitió reconocer que varias "familias de lenguas" a su vez estaban relacionadas entre sí, en el sentido de que mediante procedimientos filológicos y comparativos más sofisticados era posible demostrar que a su vez varias de las "lenguas madres" eran a su vez "lenguas hermanas" descendientes a su vez de otra lengua madre más antigua.

### Dificultades en la comparación
Existen varios problemas a la hora de comparar familias lingüísticas entre sí. En la actualidad se han encontrado familias de lenguas muy amplias, cuya protolengua podría remontarse a más de 6 o 7 milenios, y conocemos familias cuyo antecesor común parece más reciente. De hecho qué constituye una familia lingüística aceptada depende en gran medida del conocimiento y la documentación existente, por ejemplo, en el siglo XIX se establecieron ya las ramas que componen la familia lingüística indoeuropea, debido a la existencia de documentación lingüística antigua. Mientras que para el resto del mundo, en el siglo XIX apenas se había habían llegado a establecer un puñado de subfamilias lingüísticas, a menudo de manera incompleta o con errores. Con la mejora de la documentación a lo largo del siglo XX, se ha establecido una lista de familias lingüísticas con parentesco demostrado, aunque se sigue especulando sobre si ciertas familias podrían estar relacionadas entre sí a su vez. Por esa razón se acuñó el término macrofamilia para referirse a familias propuestas cuyo parentesco era visto como probable por algunos lingüistas, pero para las cuales no se había podido establecer el parentesco filogenético de manera totalmente rigurosa mediante el método comparativo y el estudio de correspondencias fonéticas regulares.

### El genus como unidad comparativa
Las familias lingüísticas conocidas difieren mucho tanto en número de lenguas, como en antigüedad putativa del antecesor común. Algunos lingüistas interesados en la tipología lingüística consideran que usar la familia como unidad comparativa básica ocasiona problemas, ya que por ejemplo las familias más amplias exhiben mayor variación interna, que las familias más pequeñas. Una posibilidad es proponer el genus como unidad comparativa, debido a que debido a la similitud interna en los genus cada uno de ellos tendría un antecesor común que se remontaría en la mayor parte de los casos a un tiempo comparable, además la diversidad lingüística interna dentro de cada genus parece ser altamente comparable.
Por eso el genus parece un nivel de clasificación comparable a lo largo de todas las regiones, tanto por la profundidad temporal como por la variabilidad interna. El nombre término se escogió con la idea general de reproducir la noción de genus en biología, donde el genus es un conjunto de especies claramente relacionadas una a la otra. En la clasificación filogenética de las lenguas, un genus es por tanto un grupo de lenguas cuya relación es más o menos obvia sin la necesidad de emplear un análisis sistemático refinado (como los usados en la lingüística histórica moderna), por esa razón como unidad filogenética los genus son grupos universalmente aceptados [a diferencia de lo que sucede con algunas familias de lenguas].